# Baron Crewe

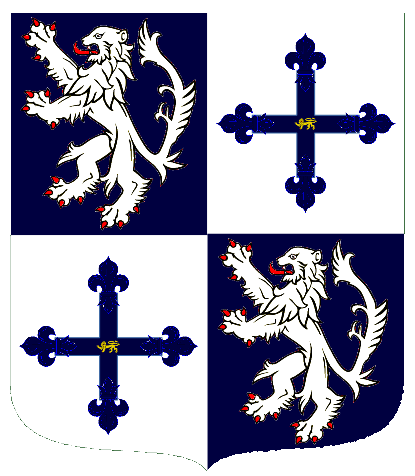
Wappen der Barone Crewe

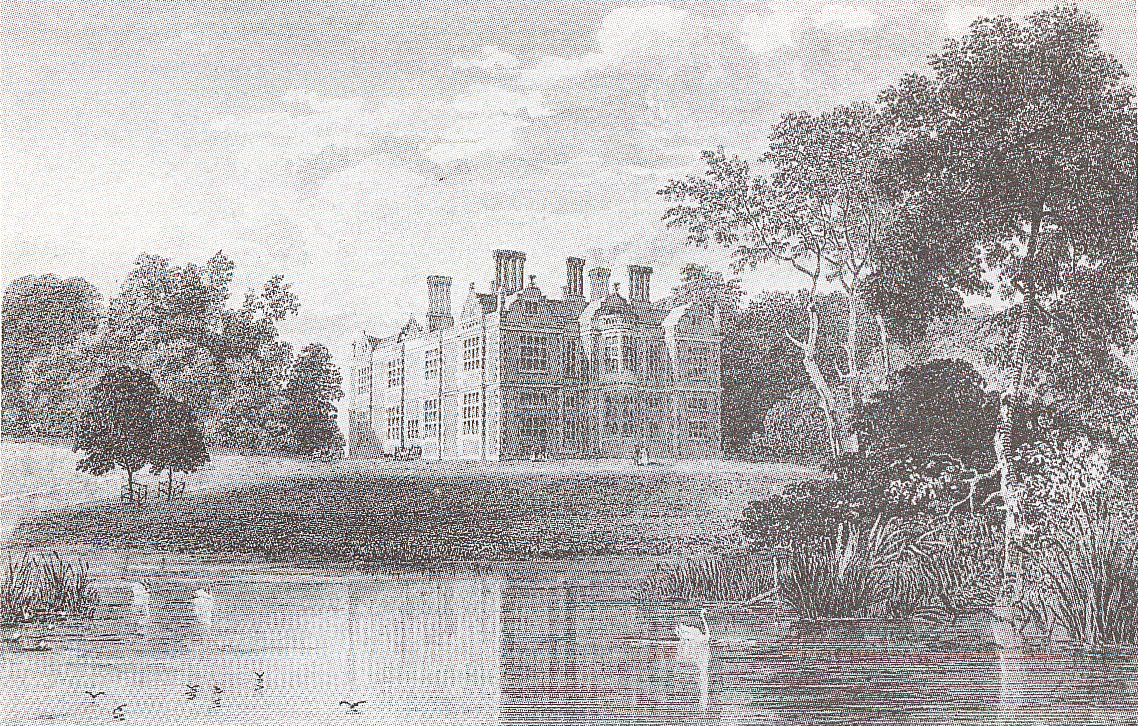
Crewe Hall

Baron Crewe, of Crewe in the County of Chester, war ein erblicher britischer Adelstitel in der Peerage of the United Kingdom.
Familiensitz der Barone war Crewe Hall in Cheshire.
Der Titel wurde am 25. Februar 1806 für den Politiker John Crewe geschaffen. Der Titel erlosch beim Tod seines Enkels Hungerford Crewe, 3. Baron Crewe am 3. Januar 1894.

## Liste der Barone Crewe (1806)
- John Crewe, 1. Baron Crewe (1742–1829)
- John Crewe, 2. Baron Crewe (1772–1835)
- Hungerford Crewe, 3. Baron Crewe (1812–1894)